# D+ Ultracycling Dolomitica
D+ Ultracycling Dolomitica è una competizione di Ultracycling (su strade aperte) che si svolge in Italia a cadenza annuale, iscritta al Ultracycling Italian Championship - Campionato Italiano Ultracycling, alla Coppa del Mondo Ultracycling UMCA e valevole come qualificazione alla RAAM - Race across America.
Dalla sua prima edizione è dedicata alla memoria di Vito Favero, campione del ciclismo trevigiano.

## Storia
D+ Ultracycling Dolomitica nasce nell'agosto 2013 da una idea di Roberto Picco, oggi direttore di gara e disegnatore del percorso.

### 2014
La prima edizione del 2014 si è tenuta venerdì 5 e sabato 6 settembre, ed ha avuto la sua partenza da Cordignano (TV) con un percorso di 588 km e 15600 metri di dislivello positivo. Questa prima edizione era aperta alle categorie Solo con auto di supporto, Team2 e Team4.
I partecipanti sono stati 37, dei quali 22 hanno completato il percorso nel tempo limite di 42 ore.
Il tempo di qualificazione massimo per la RAAM - Race across America era di 35 ore, pari a una media di 16 km/h circa.

### 2015
La seconda edizione della D+ Ultracycling Dolomitica ha confermato la partenza da Cordignano (TV) e si è tenuta da venerdì 4 a domenica 7 settembre, con un percorso di 606 km e 16000 metri di dislivello positivo.
Le modifiche di percorso rispetto all'anno precedente sono state studiate per evitare il passaggio nei centri abitati di Vittorio Veneto (TV) e Belluno, i più popolosi e trafficati del percorso. Nella zona dell'Alta Marca Trevigiana la deviazione è stata effettuata con il passaggio nella zona del Molinetto della Croda a Refrontolo (TV) e la scalata del Muro di Ca' del Poggio a San Pietro di Feletto (TV).
I partecipanti sono stati 52, dei quali 28 hanno completato il percorso.
Questa edizione è stata la prima aperta alla categoria Solo senza auto di supporto, in aggiunta alle categorie ammesse nell'edizione precedente.
Da questa edizione è stata inserita anche la sezione a cronometro tra la partenza di Cordignano e la cima del Muro di Cà del Poggio.
Il tempo di qualificazione massimo per la RAAM - Race across America era di 36 ore, pari a una media di 16 km/h circa.

### 2016
L'edizione 2016 vede modificata la sua partenza da Cordignano a Cison di Valmarino (TV), borgo iscritto al circuito dei Borghi più belli d'Italia.
La partenza sarà venerdì 26 agosto 2016.
Il percorso prevede quindi uno slittamento della ascesa del Muro di Cà del Poggio da prima asperità di gara all'ultima sul percorso.
Il computo dei chilometri per questa edizione è pari a 624 km. Il tempo di qualificazione massimo per la RAAM - Race across America era di 37 ore, pari a una media di 16 km/h circa.

### 2017
Sempre con partenza a Cison Di Valmarino, ha visto il percorso ritornare a 585 km con 15.000 mt di dislivello circa, prediligendo facilità di navigazione. Il tempo di qualificazione RAAM era di 34,6 ore.

### 2018
Partita il 6 Luglio da Sarmede, paese natio di Vito Favero, per celebrare i 60 anni dal suo 2º posto d al Tour de France. con un percorso di 678 km con 16.000 metri di dislivello e 16 passi da percorrere. Tempo di qualificazione RAAM 40 ore 10′ 

### 2019
Partenza da Sarmede (TV) La Dolomitica classic il cui percorso sale a 685 Km 16.000 metri di dislivello circa a causa si una deviazione. Anno importantissimo con una novità assoluta. Nasce Dolomitica 380, La prima Ultrafondo. La corsa il cui percorso prevede circa 380 Km e 10.000 mt di dislivello positivo, attraverso le Dolomiti.

### 2020
Partenza ancora affidata al comune di Sarmede (TV). Confermato il percorso 2019. Oltre a Dolomitica 380,  Ultrafondo. Nasce Dolomitica 180, 180 Km e 4000 metri di dislivello per permettere agli appassionati di trovare un percorso divertente e vivere l’emozione di Ultracycling Dolomitica. Ultracycling Dolomitica 2020 è ricordata per essere stata la prima corsa in Italia dopo il lockdown conseguente alla pandemia Covid19.

### 2021
La partenza della corsa più dura al mondo è affidata al comune di Vittorio Veneto in piazza del Popolo. Il percorso è di 697 Km il dislivello di oltre 17.000 metri, i passi da scalare sono 20. Dolomitica 380 Ultrafondo si conferma la corsa di avvicinamento all’Ultracycling più tosta di sempre, Dolomitica 180 esperimento del 2020 viene confermata e conquista il sottotitolo di Gran Fondo Individuale.

### 2022
Vittorio Veneto è ancora la città di partenza il percorso 2021 viene riconfermato al 98% , l’edizione è stata la più partecipata di sempre e la Dolomitica 380 Ultrafondo è ormai anch’essa una classica. Dolomitica 180 è apprezzata e si conferma la corsa ideale per avvicinarsi al mondo dell'Ultracycling.

### 2023
Decima edizione significa inizio del nuovo corso di Ultracycling Dolomitica. Siamo di fronte alla celebrazione.
La partenza affidata nuovamente alla Città di Vittorio Veneto, Un percorso che si sviluppa sulla parte iniziale attraverso le Colline del Prosecco, recentemente nominate Patrimonio dell’Unesco, per poi attraversare le Dolomiti. 
Al fianco della corsa regina Dolomitica 380 Ultrafondo e Dolomitica 180 GFI.

## Il Percorso
Il percorso di D+ Ultracycling Dolomitica attraversa 3 regioni (Veneto, Friuli Venezia Giulia e Trentino Alto Adige), 5 provincie (Treviso, Belluno, Trento, Bolzano e Pordenone) e 93 comuni.
Con i suoi 17050 metri di dislivello positivo disposti su 704 km, la rende la cronometro ciclistica più dura al mondo.
Il punto più a sud nel percorso è toccato a Conegliano (TV), mentre quello più a nord è Dobbiaco 

### Le ascese[7]
- 1 Muro di Cà del Poggio
- 2 Passo San Boldo
- 3 Passo Croce D'Aune
- 4 Passo la Forcella
- 5 Passo Manghen
- 6 Passo Rolle
- 7 Passo Cereda
- 8 Forcella Aurine
- 9 Passo Duran
- 10 Passo Staulanza
- 11 Passo Fedaia
- 12 Passo Sella
- 13 Passo Gardena
- 14 Passo Valparola
- 15 Passo Giau
- 16 Passo Tre Croci
- 17 Passo di Monte Croce di Comelico
- 18 Passo di Sant'Antonio
- 19 Alpe del Nevegal
- 20 Passo La Crosetta

## Albo d'Oro
I tempi dei campioni delle edizioni 2014, 2015 e 2016 della D+ Ultracycling Dolomitica:
| Anno | Categoria                           | Ultracycler                                      | Nazione              | Tempo              |
| ---- | ----------------------------------- | ------------------------------------------------ | -------------------- | ------------------ |
| 2014 | Solo con auto di supporto           | Diseviscourt Ralph                               | Lussemburgo          | 25 ore - 52 minuti |
| 2015 | Solo con auto di supporto           | Di Felice Omar                                   | Italia               | 29 ore - 57 minuti |
| 2016 | Solo con auto di supporto           | Di Felice Omar                                   | Italia               | 29 ore - 38 minuti |
| 2017 | Solo con auto di supporto           | Mario Bergmayr                                   | Austria              | 26 ore - 27 minuti |
| 2018 | Solo con auto di supporto           | De Marchi Mattia                                 | Italia               | 30 ore - 26 minuti |
| 2019 | Solo con auto di supporto           | De Marchi Mattia                                 | Italia               | 29 ore - 31 minuti |
| 2020 | Solo con auto di supporto           | Gatscher Heinz                                   | Austria              | 31 ore - 06 minuti |
| 2021 | Solo con auto di supporto           | Fuchs Eduard                                     | Austria              | 33 ore - 49 minuti |
| 2022 | Solo con auto di supporto           | Santin Pierfrancesco                             | Italia               | 37 ore - 24 minuti |
| 2023 | Solo con auto di supporto           | Gatscher Heinz                                   | Austria              | 32 ore - 50 minuti |
| 2014 | Solo donna con auto di supporto     | Genovesi Daniela                                 | Brasile              | 35 ore - 14 minuti |
| 2015 | Solo donna con auto di supporto     | Rausch Christina                                 | Germania             | 34 ore - 06 minuti |
| 2016 | Solo donna con auto di supporto     | Vaccaroni Dorina                                 | Italia               | 37 ore - 45 minuti |
| 2017 | Solo donna con auto di supporto     | Vaccaroni Dorina                                 | Italia               | 36 ore - 00 minuti |
| 2018 | Solo donna con auto di supporto     | Genovesi Daniela                                 | Brasile              | 40 ore - 00 minuti |
| 2014 | Solo Over50 con auto di supporto    | Murari Giorgio                                   | Italia               | 33 ore - 54 minuti |
| 2015 | Solo Over50 con auto di supporto    | Bergmeister Martin                               | Italia               | 33 ore - 45 minuti |
| 2016 | Solo Over50 con auto di supporto    | Grandjean Francois                               | Svizzera             | 35 ore - 37 minuti |
| 2017 | Solo Over50 con auto di supporto    | Erman Tussidor                                   | Svizzera             | 29 ore - 53 minuti |
| 2018 | Solo Over50 con auto di supporto    | Besson Jean-Marc                                 | Francia              | 35 ore - 20 minuti |
| 2019 | Solo Over50 con auto di supporto    | Edoardo D'Orsogna                                | Italia               | 39 ore - 02 minuti |
| 2020 | Solo Over50 con auto di supporto    | Zamboni Valerio                                  | Principato di Monaco | 45 ore - 04 minuti |
| 2021 | Solo Over50 con auto di supporto    | Edoardo D'Orsogna                                | Italia               | 38 ore - 24 minuti |
| 2022 | Solo Over50 con auto di supporto    | Meton Massimiliano                               | Italia               | 42 ore - 02 minuti |
| 2023 | Solo Over50 con auto di supporto    | Bailer Tobi                                      | Germania             | 46 ore - 38 minuti |
| 2015 | Solo senza auto di supporto         | Irvine Dominic                                   | Inghilterra          | 36 ore - 24 minuti |
| 2016 | Solo senza auto di supporto         | Zattra Luciano                                   | Italia               | 32 ore - 20 minuti |
| 2017 | Solo senza auto di supporto         | Gianbattista Cassinelli                          | Italia               | 35 ore - 01 minuti |
| 2018 | Solo senza auto di supporto         | Polman Daniel                                    | Repubblica Ceca      | 35 ore - 38 minuti |
| 2019 | Solo senza auto di supporto         | Muraro Andrea                                    | Italia               | 31 ore - 43 minuti |
| 2020 | Solo senza auto di supporto         | Roberto Müller                                   | Germania             | 31 ore - 36 minuti |
| 2021 | Solo senza auto di supporto         | Roberto Müller                                   | Germania             | 30 ore - 41 minuti |
| 2022 | Solo senza auto di supporto         | Roberto Müller                                   | Germania             | 29 ore - 51 minuti |
| 2023 | Solo senza auto di supporto         | Canvelli Simone                                  | Italia               | 32 ore - 04 minuti |
| 2022 | Solo donna senza auto di supporto   | Pöhl Kerstin                                     | Germania             | 40 ore - 15 minuti |
| 2019 | Solo senza auto di supporto Over 50 | Zattra Luciano                                   | Italia               | 37 ore - 50 minuti |
| 2020 | Solo senza auto di supporto Over 50 | Zattra Luciano                                   | Italia               | 34 ore - 59 minuti |
| 2021 | Solo senza auto di supporto Over 50 | Stindl Thomas                                    | Austria              | 39 ore - 59 minuti |
| 2022 | Solo senza auto di supporto Over 50 | Hans-Rudolf Nyfeler                              | Svizzera             | 40 ore - 27 minuti |
| 2014 | Team2 (handbike)                    | Haki Doku - Mirco Bressanelli                    | Albania - Italia     | 31 ore - 56 minuti |
| 2015 | Team2                               | Zini Aldo - Bergamelli Enrico                    | Italia - Italia      | 30 ore - 16 minuti |
| 2016 | Team2                               | Stocco Matteo - Fantinato Roberto                | Italia - Italia      | 28 ore - 04 minuti |
| 2017 | Team2                               | Furlan Ivana - Carpenè Alessio                   | Italia - Italia      | 26 ore - 27 minuti |
| 2018 | Team2                               | Bukhanska Iryna - Cinquini Sarah                 | Ukraina - Italia     | 36 ore - 11 minuti |
| 2019 | Team2                               | Bukhanska Iryna - Colò Giovanni                  | Ukraina - Italia     | 31 ore - 40 minuti |
| 2021 | Team2                               | Nißle Silvia - Meyer Christian                   | Svizzera - Svizzera  | 34 ore - 52 minuti |
| 2023 | Team2                               | Viol Luca - Viol Sebastiano                      | Italia - Italia      | 35 ore - 49 minuti |
| 2021 | Coppia senza supporto               | Gennari Giulio - Zanetti Gabriele                | Italia - Italia      | 36 ore - 22 minuti |
| 2022 | Coppia senza supporto               | Roda Cristian / Tagliani Matteo                  | Italia - Italia      | 43 ore - 28 minuti |
| 2015 | Team4                               | UC Vallà                                         | Italia               | 28 ore - 23 minuti |
| 2018 | Team4                               | Team Eagles (Ulian, Fattorel, Perin, Tomasella)  | Italia               | 31 ore - 03 minuti |
| 2019 | Team4                               | Team Eagles (Luccon, Fattorel, Perin, Tomasella) | Italia               | 30 ore - 43 minuti |
| 2022 | Team4                               | La Croda (Brun, Villone, Fasolo, Campodall'Orto) | Italia               | 34 ore - 50 minuti |
| 2016 | HandBike                            | Bressanelli Mirco                                | Italia               | 55 ore - 31 minuti |